# Sennius lebasi
Sennius lebasi är en skalbaggsart som först beskrevs av Olof Immanuel Fåhraeus 1839.  Sennius lebasi ingår i släktet Sennius och familjen bladbaggar. Inga underarter finns listade i Catalogue of Life.